# Thomas Reid
Thomas Reid, škotski filozof, * 26. april 1710, Strachan, Škotska, † 7. oktober 1796, Glasgow, Škotska). 
Velja za enega vodilnih predstavnikov škotskega razsvetljenstva in utemeljiteljev šole zdravega razuma (Common Sense).

## Življenje
Thomas Reid je bil religiozno usposobljen škotski filozof, sodobnik Davida Huma, pa tudi zelo rigorozen kritik njegovega skepticizma. Bil je ustanovitelj Scottish School of Common Sense (škotske šole zdrava razuma) in je imel pomembno vlogo v škotskem razsvetljenstvu. Zgodnji del svojega življenja je preživel v Aberdeenu in tudi diplomiral na Univerzi v Aberdeenu. Svojo kariero je začel kot pridigar v škotski cerkvi, vendar je leta 1752 prenehal opravljati svoj poklic, saj je dobil delo profesorja na King’s College v Aberdeenu. Doktoriral je in napisal  delo Raziskava o človeškem umu v načelih zdravega razuma (An Inquiry Into the Human Mind in the Principles of Common Sense, 1764). 
On in njegovi kolegi so ustanovili “Filozofsko društvo Aberdeen”, ki je bilo znano tudi pod imenom “Wise Club” (literarno-filozofsko združenje).
Kmalu po objavi prve knjige je prejel prestižno delo kot profesor moralne filozofije na Univerzi v Glasgowu (zamenjal je Adama Smitha). Od tega položaja je odstopil leta 1781, nato pa je pripravil svoja univerzitetna predavanja za objavo v dveh knjigah: Eseji o intelektualnih močeh človeka (1785) in Eseji o aktivnih močeh človeškega duha (1788). Reid je bil pokopan v cerkvi Blackfriars na ozemlju Univerze v Glasgowu. Ko se je univerza preselila v Gilmorehill na zahodu Glasgowa, je bil njegov nagrobnik prestavljen v glavno stavbo.
Kritiziral je Lockeovo filozofijo osebne identitete, subjektivni idealizem Berkeleya in Humeov skepticizem.

## Kritika Davida Humeja
Reid je verjel, da je zdrava pamet (ki se v posebnem filozofskem smislu imenuje sensus communis, kar latinsko pomeni zdrav razum), ali vsaj mora biti, na temelju vseh filozofskih raziskav. Ni se strinjal s Humom, ki je trdil, da ne moremo nikoli vedeti, iz česa je zgrajen zunanji svet, ker je naše znanje omejeno na ideje v mislih. Prav tako se ni strinjal z Georgem Berkeleyjem, ki je trdil, da so zunanji svet realno ne obstaja, pač pa obstaja zgolj kot ideje v mislih. Nasprotno pa je Reid trdil, da temelji, na katerih temelji naša zdrava pamet, upravičujejo naše prepričanje, da obstaja zunanji svet. S tem je zagovarjal filozofski realizem o neodvisnem obstoju zunanjega sveta.

## Reidove teorije

### Teorija zdravega razuma
Sprašuje se o zunanjem svetu, kakor so ga razvili Descartes, Hume, John Locke in George Berkley. Reid verjame, da Descartes in Hume delujeta iz nekih predpostavk, ki neizogibno vodijo do skepticizma. Opazil je, da je smisel v tem, da si ne moremo pomagati verjeti v zunanji svet. Najpogostejša razumna načela so prepoznavna, ker imajo navadno dodatne lastnosti, ki jih Reid v svojem delu Esej o naravi in nespremenljivosti resnice v nasprotju s sofistiko in skepticizmom (An Essay on The Nature and Immutability of Truth In Opposition to Sophistry and Scepticism, 1770) predstavi kot: zavračanje načela zdravega razumevanja ni samo napačno, temveč absurdno; razumno mnenje je pomembno za vse ljudi, za njihovo življenje in njihov obstoj in podarjeno vsem ljudem s strani Stvarnika narave. 

### Teorija pojmovanja
Naše intelektualne sposobnosti podpirajo številne miselne dogodke, večina je vključena v dejanja spoznavanja. Teorija pojmovanja je srce njegovega filozofskega sistema. Preprosto vznemirjenje - osnovna oblika pojmovanja - je združena v tipičnih dejanjih zaznavanja. Za primer, če človek vidi, da je pred njim  drevo, si predstavlja, da obstaja drevo pred njim, posploši, da imajo vsa drevesa korenine in ti duševni dogodki predstavljajo sposobnost zaznavanja.

### Moč
Reid jasno govori, da moč ni stvar, ki dopušča logično definicijo. Ne moremo je poenostaviti, kar pa ne pomeni, da ne moremo govoriti o moči in o tem, kaj to je. Trdi, da je moč kakovost, ki v povezavi z naporom zahteva določen učinek. Njegova ideja je, da je edina zamisel, ki jo lahko imamo o napajanju moči, značilen tip duševnega napora, s katerim se ukvarjamo, ko bomo nekaj storili. Reid prav tako trdi, da ima vsak človek, ki ima moč narediti nekaj, tudi tri druge medsebojno povezane moči: moč, da ne naredi te stvari, moč, da poskusi in da ne bi poskusi to storiti.

### Moralna svoboda
Reid zagovarja trditve, da so ljudje učinkoviti vzroki za svoje ravnanje, tako, da se odzovejo na svoje najboljše ugovore.
Za to trditev daje tri argumente:
•1. Podoben je njegovemu odzivu na zunanji svetovni skepticizem. Trdi, da je prepričanje da smo močni in lahko to moč uporabimo za ustvarjanja le lastnih akcij, prvo načelo. Trdi, da dejavnost razmišljanja o tehtnih razlogih za in proti morebitnim dejanjem poteka pod predpostavko, da imamo moč. Če tega ne bi verjeli, se ne bi trudili preudarjati.
•2. Trdi, da nobena od naših moralnih praks, kako smo sposobni biti odgovorni za svoja dejanja, ne bi imela smisla, če ne bi verjeli, da imamo moč/nadzor nad svojim vedenjem.
•3. Prav tako trdi, da je načrtovano ravnanje naenkrat tako zapleteno in urejeno, da je nekdo moral biti njegov avtor (povezuje argument z argumentom iz zasnove za Božji obstoj). Zatrjuje, da je očitno, da razmišljamo o lastnih načrtih in jih moramo tudi izvesti. Misli, da moramo biti obdarjeni z močjo, da smo to lahko sposobni storiti.

### Spomin in osebna identiteta
Reid razvija neposredno teorijo spomina, v skladu s katero, so predmeti spomina dogodki v preteklosti, ne pa mentalne reprezentacije. Trdi, da imamo ljudje zgodovinsko osebno identiteto in zanika Humovo teorijo svežnjev lastnosti, po kateri vsaka stvar ni nič drugega kot sveženj (ang. bundle) lastnosti, ki jo opisujejo. Reid razlikuje med jasnimi in nejasnimi spomini. Dejal je, da so jasni spomini "resnično znanje" in nejasni spomini niso: "Spomin vedno spremlja verovanje v tisto, česar se spominjamo, ker zaznava spremlja prepričanje v tisto, kar zaznavamo", s čimer poudarja njihovo povezanost.

### Moralna filozofija
Sestavljena je iz več osrednjih tez:

•1. Človeška bitja imajo dejavno moč, ki ni vzročno določena s predhodnimi vzroki, zakoni narave ali tega skupaj (zagovornik proste volje).

•2. Moralne izjave je treba razlagati kot predloge z vsebino predmeta (kognitivist).

•3. Ustvarjanje resnice za moralne izjave je nenaravno in ni povezano z duševnimi stanji ljudi, kar pomeni, da tudi resnice v etiki običajno niso odvisne od prepričanj ljudi.

•4. Moralno znanje se proizvaja na način, ki je strukturno podoben znanju o zunanjem svetu s percepcijo (moralistični teoretik).

Na Reidovo moralno filozofijo vpliva njegova vera v pravičnega krščanskega Boga, toda Reid ne podpira teorije božjega poveljevanja.

### Estetika
Reidova estetika je sestavljena iz dveh temeljnih tez: da mora umetniško delo izražati umetnikove občutke in da estetske lastnosti, kot so lepota in vzvišenost, strogo govorijo o lastnostih uma umetnika in ne lastnostih materialnih predmetov.